# Aeroporto di Meigs Field
L'Aeroporto di Meigs Field (IATA: CGX, ICAO: KCGX) è stato un aeroporto civile attivo dal 1948 fino al 2003 situato a 3 km dalla città di Chicago ed intitolato alla memoria del pilota Merrill C. Meigs.
È noto per essere stato l'aeroporto di default dei simulatori di volo Microsoft Flight Simulator.

## Storia

### Costruzione
L'aeroporto venne costruito sulla Northerly Island, un basamento artificiale costruito sul lago Michigan. La Northerly Island, di proprietà del Chicago Park District, è l'unica struttura lungolago costruita sulla base del Piano di Chicago del 1909 di Daniel Burnham. Il piano di Chicago però non prevedeva il servizio aereo. L'isola doveva essere popolata da alberi ed erba per il divertimento pubblico di tutti. Northerly Island fu anche il sito del Century of Progress (1933–34) a Chicago. Il primo volo aereo ebbe luogo nel 1910 a Grant Park, adiacente a Northerly Island, con una mostra aeronautica internazionale nella stessa posizione nel 1911. Poi, nel 1918, iniziò il regolare servizio di posta aerea per Grant Park. Tuttavia, Grant Park non era adatto alle crescenti esigenze di trasporto aereo della città. Burnham morì nel 1912. Nel 1916, Edward H. Bennett, coautore del Plan of Chicago, scrisse che una posizione sul lago sarebbe stata la più adatta per un aeroporto che serviva il quartiere centrale degli affari. Nel 1920, i Chicagoanesi approvarono un referendum obbligazionario per pagare la costruzione della discarica della penisola e nel 1922 iniziò la costruzione. Nello stesso anno il sindaco William Hale Thompson raccomandò di localizzare l'aeroporto del centro. Qualche anno dopo la commissione di Chicago South Park ha votato d'accordo. Nel 1928, la Chicago Association of Commerce, in rappresentanza della comunità imprenditoriale, sostenne anche l'aeroporto sul lungolago. La grande depressione mise in pausa numerosi piani civili, incluso l'aeroporto. La costruzione continuò sulla penisola stessa, con l'Esposizione mondiale del 1933 che occupava la penisola appena completata. Negli anni '30 il Consiglio comunale di Chicago e la legislatura statale dell'Illinois approvarono risoluzioni per la creazione dell'aeroporto ma con l'inizio della seconda guerra mondiale il progetto venne sospeso.

### Attività

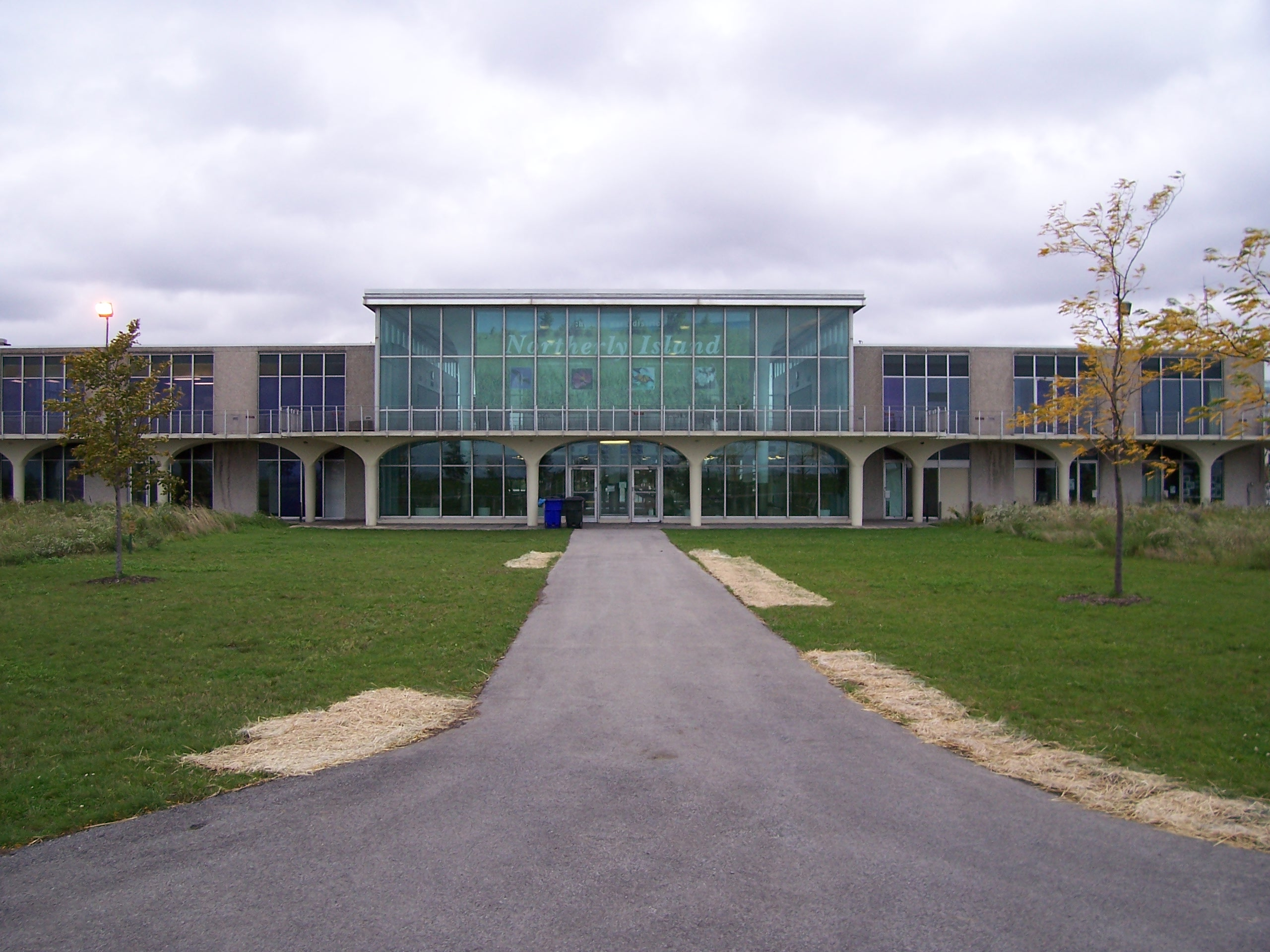
Il terminal 1

Quindi dopo la seconda guerra mondiale, nel 1946, iniziò la costruzione dell'aeroporto. Nello stesso anno il legislatore statale dell'Illinois ha trasferito 24 acri (9,7 ettari) di fondo adiacente al lago a Chicago per una discarica aggiuntiva, per rendere la proprietà abbastanza grande per una pista adatta. La tecnologia aeronautica era progredita rapidamente durante la seconda guerra mondiale. L'aeroporto è stato aperto il 10 dicembre 1948, in una grande cerimonia e, nel 1955, diventò l'aeroporto con una pista più trafficato degli Stati Uniti. La torre del traffico aereo fu costruita nel 1952 
e il terminal nel 1961.

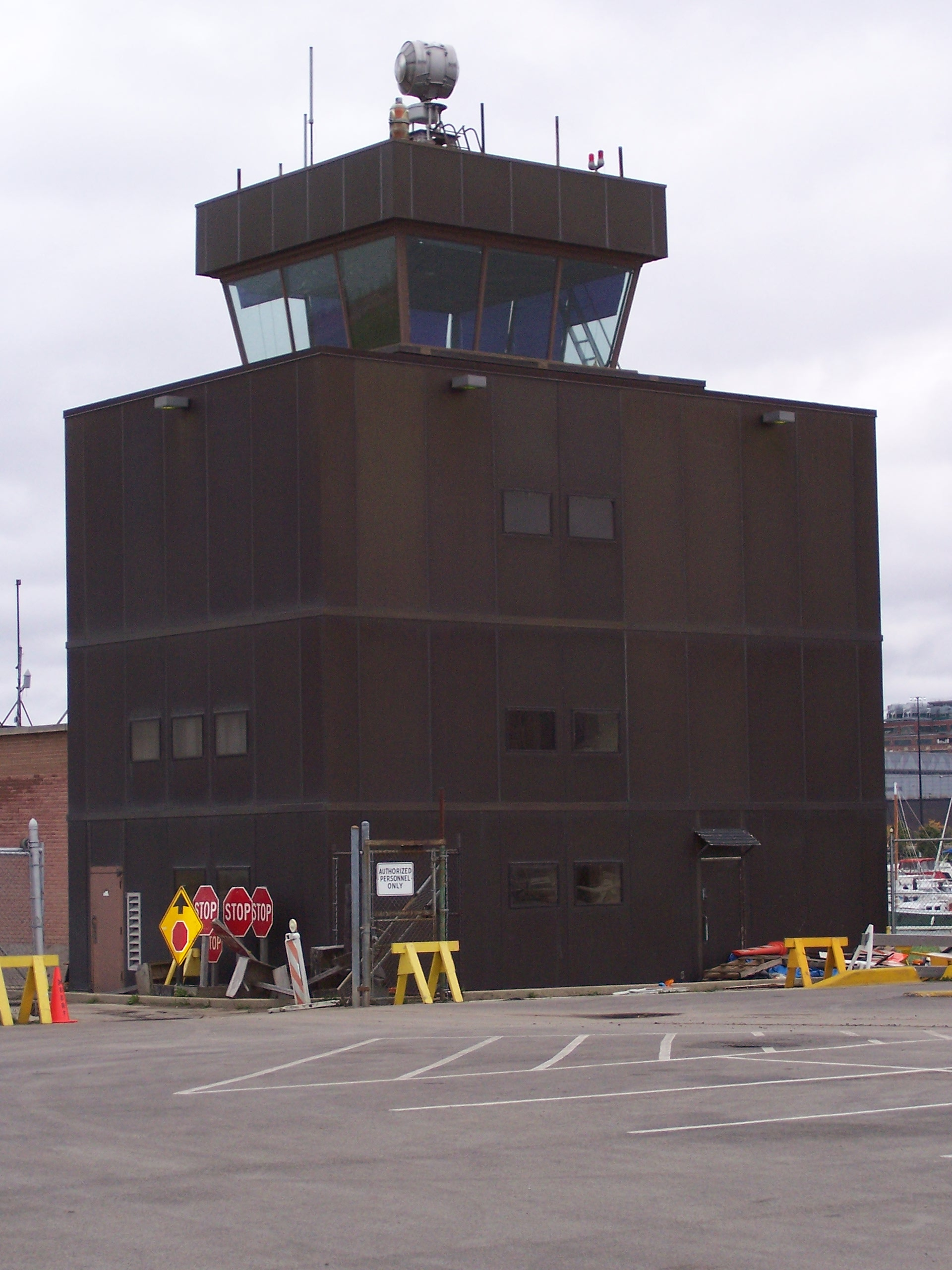
La torre di controllo

 Il campo d'aviazione fu dedicato a Merrill C. Meigs, aviatore statunitense. Le attività di volo non si limitarono agli aerei da turismo ma anche delle compagnie aeree operarono a Meigs come la Trans States Airlines, filiale per code sharing della Trans World Airlines. 
Gli aerei più presenti 
nell'aeroporto furono i Cessna 172, i Cessna Citation, i Cessna 402, i Dassault Falcon, i Beechcraft Super King Air, i Piper PA-31 Navajo e Piper Cherokee.

Il servizio di linea aerea per elicotteri passeggeri di linea era disponibile anche tra Meigs Field e l'aeroporto di Chicago O'Hare e l'aeroporto di Chicago-Midway in diversi periodi nel corso degli anni. Dalla fine degli anni '50 alla fine degli anni '60, la Chicago Helicopter Airways gestiva elicotteri Sikorsky S-58 a 12 posti con voli frequenti per O'Hare e Midway. Numerosi VIP hanno utilizzato l'aeroporto per mantenere la sicurezza e per evitare di disturbare i passeggeri viaggianti di Chicago, incluso il presidente degli Stati Uniti John F. Kennedy, il quale atterrò a Meigs Field con l'elicottero Marine One per evitare le complicazioni di una scorta dei servizi segreti attraverso le autostrade di Chicago.. 

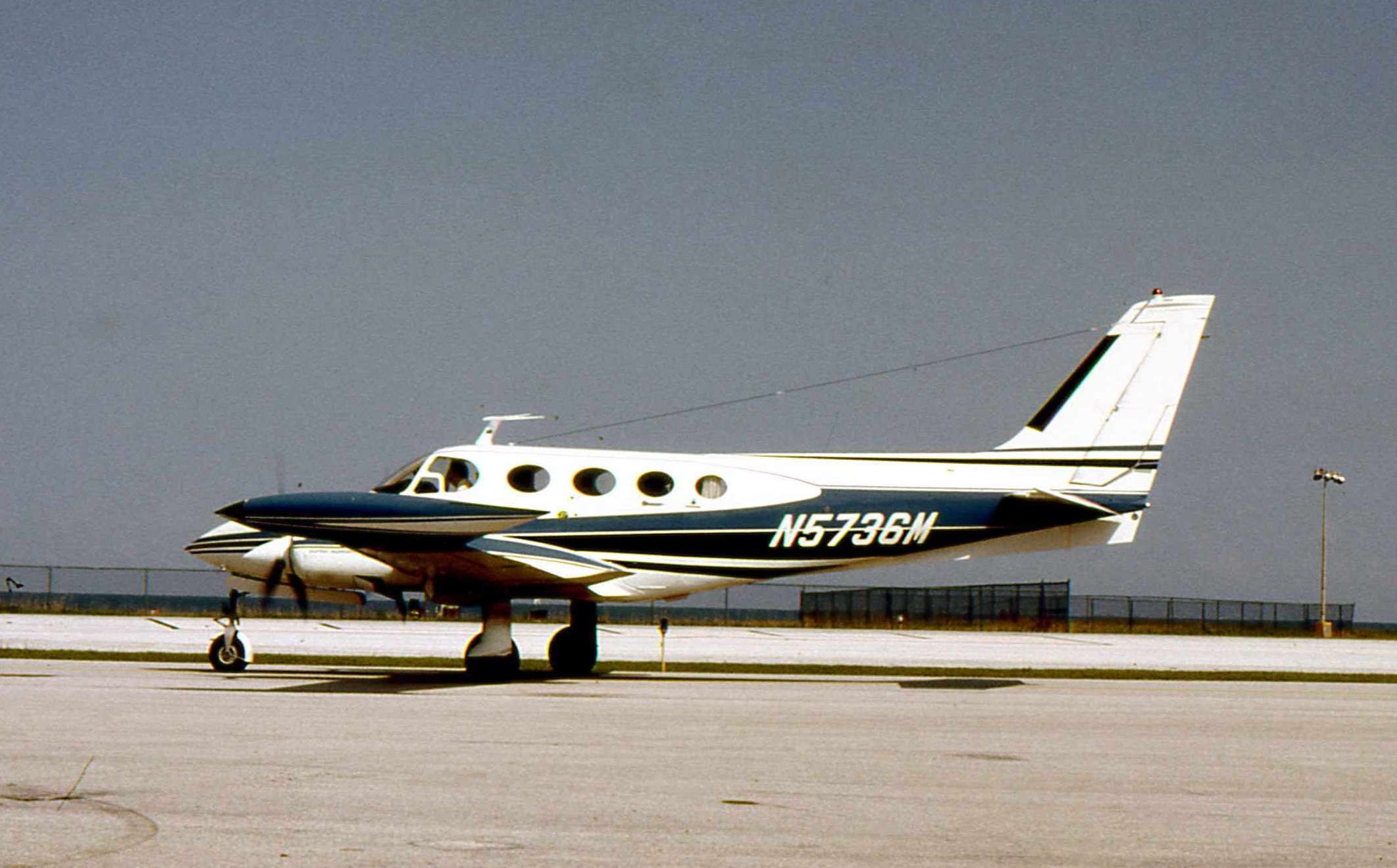
Un Cessna 340 in fase di rullaggio

 Il 15 ottobre 1992, un Boeing 727-100 donato dalla United Airlines al Museo della scienza e dell'industria fece il suo atterraggio finale a Meigs per poi essere trasportato al museo. Ciò è stato notevole perché la pista di 1.100 metri di Meigs era considerevolmente più corta rispetto ad altri campi di aviazione normalmente utilizzati dall'aeromobile. Il 727 fu quindi smontato al largo dell'aeroporto, preparato per l'esposizione e ulteriormente riassemblato al museo.

### Demolizione
Nel 1994, il sindaco Richard M. Daley annunciò di voler chiudere l'aeroporto e costruire un parco al suo posto. L'isola di Northerly, dove si trovava, era di proprietà del Chicago Park District, che nel 1996 rifiutò di rinnovare il suo contratto di locazione. 

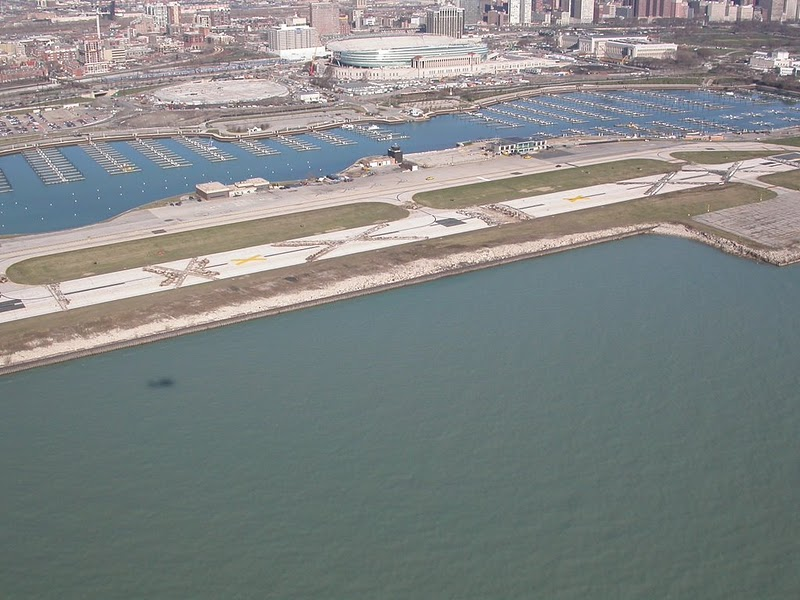
La pista dopo l'intervento dei bulldozer il 30 marzo 2003

 La città ha chiuso brevemente il campo di volo dalla scadenza del contratto di locazione nell'ottobre 1996 fino al febbraio 1997, quando le pressioni del legislatore statale li hanno convinti a riaprire Meigs Field. Nel 2001, è stato raggiunto un compromesso tra Chicago, lo stato dell'Illinois e altri, per mantenere aperto l'aeroporto per i prossimi venticinque anni. Tuttavia, la componente della legislazione federale dell'accordo non ha superato il Senato degli Stati Uniti. In una mossa controversa e illegale nella notte di domenica 30 marzo 2003, il sindaco Daley ordinò di distruggere immediatamente la pista, tracciando dei solchi a forma di X sulla superficie rendendola impraticabile. L'avviso di demolizione non è stato dato alla Federal Aviation Administration o ai proprietari degli aeroplani fermi nell'aeroporto, e di conseguenza sedici aerei sono stati lasciati bloccati senza nessuna pista operativa.
Agli aeromobili bloccati fu successivamente permesso di partire dalla pista di rullaggio di 3000 metri di Meigs. Il sindaco Daley ha difeso le sue azioni, descritte come "spaventose" dai gruppi di interesse dell'aviazione generale, sostenendo che lui avrebbe salvato la città di Chicago dallo sforzo di ulteriori battaglie giudiziarie prima che l'aeroporto potesse chiudere. Ha affermato che le preoccupazioni per la sicurezza hanno richiesto la chiusura, a causa del rischio post-11 settembre in cui gli aerei avrebbero potuto attaccare il centro cittadino partendo da Meigs Field. Oggi l'ex aeroporto è diventato un parco e la penisola in cui si trovava è stata rinominata "Northerly Island", ultimamente però si è discusso di un possibile ritorno del piccolo aeroporto per la volontà di vari politici locali con poca convinzione data l'ormai già installato parco.

## Meigs Field nella cultura di massa
Meigs Field è stato reso noto grazie alla sua apparizione da aeroporto di default nei simulatori di volo Microsoft Flight Simulator fino all'edizione del 2004 ed ha avuto altre apparizioni in videogiochi quali Driver 2: Back on the Streets del 2000 e Need for Speed: ProStreet del 2007. In quest'ultimo viene utilizzato come circuito anche se improbabile visto che il gioco è ambientato nel 2007 e in quell'anno il piccolo aeroporto era già stato convertito in parco.
In ambito cinematografico inoltre, Meigs è apparso in un episodio di Supercar nel 1985.